# کروشونا
کروشونا (به بلغاری: Krushuna) یک منطقهٔ مسکونی در بلغارستان است که در شهرستان لتنیتسا واقع شده‌است.